# Radu Beligan
Pour les articles homonymes, voir Beligan.
Radu Beligan, né le 14 décembre 1918 à Galbeni (commune de Filipești, dans le județ de Bacău en Roumanie) et mort le 20 juillet 2016 à Bucarest (Munténie, Roumanie), est un acteur, réalisateur et essayiste roumain.

## Biographie

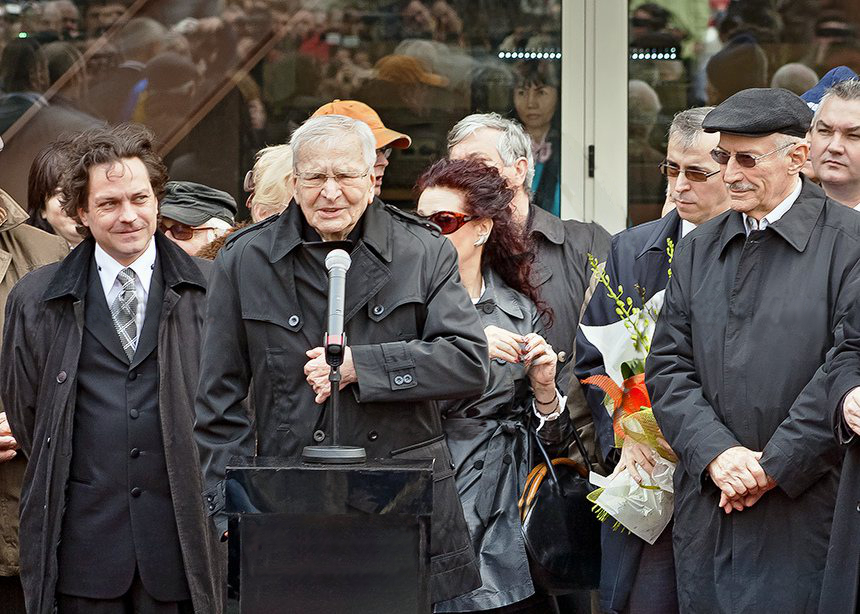
Radu Beligan en 2011.

Radu Beligan met en scène en 1964 la première représentation en Roumanie d'une pièce signée Eugène Ionesco, Rhinocéros.

## Filmographie partielle

### Comme acteur
- 1943 : O noapte furtunoasa : Rica Venturiano
- 1946 : Visul unei nopti de iarna
- 1950 : Bulevardul 'Fluiera Vântu'
- 1950 : Rasuna valea
- 1952 : Vizita
- 1952 : Lantul slabiciunilor
- 1952 : Arendasul Roman
- 1953 : O scrisoare pierduta : Agamemnon Dandanache
- 1955 : Directorul nostru
- 1957 : Doua lozuri : le narrateur (voix)
- 1957 : Afacerea Protar : le professeur Andronic
- 1960 : Badaranii : Filippetto
- 1962 : Lanterna cu amintiri
- 1962 : Celebrul 702 : Kid Sandman
- 1964 : Castelanii
- 1964 : Pasi spre luna
- 1967 : Seful sectorului suflete : Gore
- 1973 : Intoarcerea lui Magellan : le professeur
- 1973 : Explozia : Luca
- 1974 : Tata de Duminica
- 1974 : Agentul straniu : le professeur Ciurea
- 1976 : Premiera : Mihai Dan
- 1976 : Singuratatea florilor : docteur Ovidiu Pavel
- 1976 : Povestea dragostei : le conteur
- 1977 : Aurel Vlaicu
- 1977 : Cuibul salamandrelor : le professeur Luca
- 1978 : Bratele Afroditei
- 1979 : Instanta amîna pronuntarea : Lupas
- 1980 : Iancu Jianu, zapciul
- 1980 : Reteaua 'S' : Dumitrescu, le colonel de la Securitate
- 1981 : Intoarcerea la dragostea dintîi
- 1981 : Iancu Jianu, haiducul
- 1984 : Horea
- 1984 : Galax, omul papusa : le recteur
- 1993 : Trahir : Vlad
- 2001 : L'Après-midi d'un tortionnaire (Dupa-amiaza unui tortionar) : le professeur
- 2009 : La Médaille d'honneur (Medalia de onoare) : Ion J Ion